# Фішер-Рівер 44A
Фішер-Рівер 44A (англ. Fisher River 44A) — індіанська резервація в Канаді, у провінції Манітоба, у межах невключеної частини переписної області №19.

## Населення
За даними перепису 2016 року, індіанська резервація нараховувала 58 осіб, показавши зростання на 93,3%, порівняно з 2011-м роком. Середня густина населення становила 7,5 осіб/км².
З офіційних мов обидвома одночасно не володів жоден з жителів, тільки англійською — 55.
Працездатне населення становило 57,1% усього населення, рівень безробіття — 50%.

## Клімат
Середня річна температура становить 0,9°C, середня максимальна – 22,2°C, а середня мінімальна – -26,7°C. Середня річна кількість опадів – 554 мм.
| Клімат поселення                              | Клімат поселення | Клімат поселення | Клімат поселення | Клімат поселення | Клімат поселення | Клімат поселення | Клімат поселення | Клімат поселення | Клімат поселення | Клімат поселення | Клімат поселення | Клімат поселення | Клімат поселення |
| Показник                                      | Січ.             | Лют.             | Бер.             | Квіт.            | Трав.            | Черв.            | Лип.             | Серп.            | Вер.             | Жовт.            | Лист.            | Груд.            |                  |
| Середній максимум, °C                         | −13,78           | −9,99            | −2,2             | 8,30             | 16,40            | 22,20            | 22,20            | 20,94            | 15,92            | 8,86             | −1,34            | −11,5            |                  |
| Середня температура, °C                       | −20,2            | −16,41           | −8,62            | 1,83             | 9,96             | 15,80            | 17,70            | 16,50            | 11,48            | 4,40             | −5,8             | −16              |                  |
| Середній мінімум, °C                          | −26,7            | −22,87           | −15,1            | −4,61            | 3,50             | 9,32             | 13,26            | 12,02            | 7,00             | −0,02            | −10,26           | −20,4            |                  |
| Норма опадів, мм                              | 27               | 18               | 31               | 29               | 57               | 83               | 63               | 75               | 60               | 49               | 33               | 29               |                  |
| Середньомісячна швидкість вітру, м/с          | 3.80             | 3.70             | 3.90             | 4.10             | 4.10             | 3.80             | 3.60             | 3.73             | 4.10             | 4.40             | 4.30             | 3.90             |                  |
| Середньомісячна сонячна радіація, кДж/м²·день | 3894             | 7185             | 12504            | 17372            | 20281            | 21065            | 21302            | 17938            | 12107            | 7011             | 3813             | 2857             |                  |
| --------------------------------------------- | ---------------- | ---------------- | ---------------- | ---------------- | ---------------- | ---------------- | ---------------- | ---------------- | ---------------- | ---------------- | ---------------- | ---------------- | ---------------- |
| Джерело:                                      |                  |                  |                  |                  |                  |                  |                  |                  |                  |                  |                  |                  |                  |